# Rafael Loza
Rafael Vicente Loza Bejarano (* 7. April 1994) ist ein ecuadorianischer Leichtathlet, der sich auf den Langstreckenlauf spezialisiert hat.

## Sportliche Laufbahn
Erste internationale Erfahrungen sammelte Rafael Loza im Jahr 2016, als er bei den U23-Südamerikameisterschaften in Lima in 3:56,37 min die Goldmedaille im 1500-Meter-Lauf gewann und über 5000 Meter in 14:43,20 min den fünften Platz belegte. Im Jahr darauf siegte er in 1:08:10 h beim Salinas-Halbmarathon und 2018 belegte er bei den Ibero-Amerikanischen Meisterschaften in Trujillo in 8:23,69 min den siebten Platz im 3000-Meter-Lauf und gelangte über 5000 Meter mit 14:06,68 min auf Rang fünf. 2019 gelangte er bei den Südamerikameisterschaften in Lima mit 14:24,44 min auf Rang neun im 5000-Meter-Lauf und bei den Halbmarathon-Weltmeisterschaften 2020 lief er nach 1:08:30 h auf Rang 111 ein. 2022 klassierte er sich bei den Ibero-Amerikanischen Meisterschaften in La Nucia mit 14:11,35 min auf Rang elf über 5000 Meter und anschließend siegte er bei den Juegos Bolivarianos in Valledupar in 1:06:35 h im Halbmarathon. Im August gewann er bei den Halbmarathon-Südamerikameisterschaften in Buenos Aires in 1:02:23 h die Silbermedaille hinter seinem Landsmann Christian Vásconez. Daraufhin nahm er an den Südamerikaspielen in Asunción teil und wurde dort in 30:45,42 min Vierter im 10.000-Meter-Lauf. Bei den Straßenlauf-Weltmeisterschaften 2023 in Riga wurde er nach 1:05:29 h 67. im Halbmarathon und im Jahr darauf lief er bei den Crosslauf-Weltmeisterschaften in Belgrad nach 30:22 min auf dem 53. Platz ein.

## Persönliche Bestleistungen
- 1500 Meter: 3:56,37 min, 23. September 2016 in Lima
- 3000 Meter: 8:23,69 min, 26. August 2018 in Trujillo
- 5000 Meter: 14:06,68 min, 24. August 2018 in Trujillo
- 10.000 Meter: 29:22,0 min, 27. Mai 2023 in Guayaquil
- Halbmarathon: 1:02:23 h, 21. August 2022 in Buenos Aires